# Efeito Haas
O Efeito Haas é um efeito psicoacústico, descrito em 1949 por Helmut Haas em sua tese de doutorado. É muitas vezes comparado com o efeito de precedência (ou lei da frente de onda primária).

## Experiências e resultados
Em 1951 Haas provou como a percepção da fala é afetada na presença de uma única e coerente
reflexão sonora. Para criar condições anecóicas, o experimento foi realizado no último piso de um edifício independente. Um outro teste foi realizado numa sala com um tempo de reverberação de 1,6ms. O sinal de teste (discurso gravado) foi emitido a partir de duas colunas similares em locais de 45° para a esquerda e para a direita na distância de 3m para o ouvinte.
Haas descobriu que os humanos localizam as fontes do som na direcção do som que chega primeiro, apesar da presença de uma única reflexão a partir de uma direção diferente. Um único evento auditivo é percebido. Uma reflexão que chega mais tarde do que 1 ms após o som direto, aumenta o nível de percepção e espaço (mais precisamente a largura percebida da fonte sonora). A reflexão que chega dentro de 5 a 30 ms com até 10 dB mais alto do que o som direto, não é percebido como um evento auditivo secundário (eco). Este intervalo de tempo varia de acordo com o nível de reflexão. Se o som direto está vindo da mesma direção que o ouvinte está voltado, a direção da reflexão não tem nenhum efeito significativo sobre os resultados.

## Aplicações

### Sistemas de sonorização
A descoberta de Haas pode ser aplicada a sistemas de sonorização e sistemas de distribuição pública de som (PA). O sinal para os altofalantes colocados em locais distantes da origem pode ser atrasado eletrônicamente por uma quantidade igual ao tempo que o som leva para viajar através do ar da origem para o local distante, cerca de 10 a 20 milisegundos. A primeira chegada do som de origem determina a localização percebida, enquanto o som um pouco mais atrasado simplesmente aumenta o nível de som percebido sem afetar negativamente a localização.